# 曲玛乡
曲玛乡（藏語：ཆོས་མ་），是中华人民共和国西藏自治区日喀则市拉孜县下辖的一个乡镇级行政单位。

## 行政区划
曲玛乡下辖以下地区：
曲玛村、贡康村、娃隆村、藏村、昌达村、昌庆村、斯伦村、坚达村、藏洛村、达布村、措娃村和塘嘎村。